# U-26 (1936)
U-26 – niemiecki okręt podwodny (U-Boot) typu IA z czasów drugiej wojny światowej. Okręt wszedł do służby w Kriegsmarine w 1936.

## Historia
Zamówienie na drugi okręt podwodny typu IA zostało złożone w stoczni AG Weser 17 grudnia 1934. Rozpoczęcie budowy okrętu miało miejsce 1 sierpnia 1935. Wodowanie nastąpiło 14 marca 1936, wejście do służby 11 maja 1936.
Po wejściu do służby okręt był wykorzystywany w charakterze jednostki szkolnej, a także w celach propagandowych. Podczas prób morskich okazało się, że typ okrętu, który reprezentował U-26, charakteryzuje się słabymi własnościami morskimi.
Podczas  II wojny światowej  odbył 7 patroli bojowych spędzając w morzu 145 dni. Zatopił 11 jednostek o łącznym tonażu 48.645 BRT i uszkodził 2 (4.401 BRT). Zatopiony 1 lipca na południowy zachód od Irlandii na pozycji 48.03 N, 11.30 W przez brytyjską korwetę „Gladiolus” i australijską łódź latającą Sunderland z 10. dywizjonu RAF Coastal Command. Uratowano całą załogę – 48 oficerów i marynarzy, wszystkich wyłowił z wody slup HMS „Rochester”.
U-26 jest jedynym U-Bootem, który pokonał Cieśninę Gibraltarską w obu kierunkach.

## Przebieg służby
- 01.05.1936 – 31.12.1939 – 2. Flotylla U-bootów Saltzwedel w Wilhelmshaven (jako okręt szkolny i bojowy)
- 01.01.1940 – 01.07.1940 – 2. Flotylla U-bootów Saltzwedel w Wilhelmshaven (jako okręt bojowy)

Dowódcy:

11.05.1936 – 30.09.1938 – Kptlt. Werner Hartmann

01.10.1938 – ??.08.1939 – Frgkpt. Oskar Schomburg

??.08.1939 – 03.01.1940 – Kptlt. Klaus Ewerth

03.01.1940 – 11.05.1940 – Kptlt. Heinz Scheringer

12.05.1940 – 08.06.1940 – Korkpt. Heinz Fischer

09.06.1940 – 01.07.1940 – Kptlt. Heinz Scheringer
Frgkpt. – Fregattenkapitan (komandor porucznik), Korkpt. – Korvettenkapitan (komandor podporucznik), Kptlt. – Kapitanleutnant (kapitan marynarki)